# Salvadorianische Fußballnationalmannschaft

Alternatives Logo

Die salvadorianische Fußballnationalmannschaft, auch La Selecta (Die Auswahl) genannt, ist das von der Federación Salvadoreña de Fútbol zusammengestellte Auswahlteam der besten Fußballspieler des in Zentralamerika gelegenen Staates El Salvador. El Salvador konnte sich bislang zweimal für eine Fußball-Weltmeisterschaft qualifizieren, verlor dort jedoch alle sechs Vorrundenspiele, darunter mit 1:10 gegen Ungarn bei der WM 1982 in Spanien, welches noch bis heute die höchste Niederlage einer Mannschaft überhaupt bei Fußball-Weltmeisterschaften darstellt.

## Geschichte
Nach den gewonnenen Qualifikationsspielen zur Fußball-Weltmeisterschaft 1970 in Mexiko gegen Honduras brach zwischen den beiden benachbarten Ländern der so genannte Fußballkrieg aus, der Tausende Tote forderte. Anlass war das Hinspiel am 8. Juni 1969 in Honduras, bei dem es zu Tumulten kam. Die Ursachen lagen jedoch in den starken sozialen Spannungen zwischen der honduranischen Bevölkerung und der salvadorianischen Minderheit in Honduras. Sechs Tage nach dem Ausbruch der Kämpfe am 14. Juli 1969 kam es zum Waffenstillstand, erst 1980 zum Friedensschluss.

## Turniere

### Olympische Spiele
| 1900 bis 1964        | nicht teilgenommen |
| 1968 in Mexiko-Stadt | Vorrunde           |
| 1972 in München      | nicht qualifiziert |
| 1976 in Montreal     | nicht qualifiziert |
| 1980 in Moskau       | nicht qualifiziert |
| 1984 in Los Angeles  | nicht qualifiziert |
| 1988 in Seoul        | nicht qualifiziert |

Nach 1988 hat die A-Nationalmannschaft nicht mehr an den Olympischen Spielen und den Qualifikationsspielen dazu teilgenommen. Eine Olympiamannschaft konnte sich bisher nicht qualifizieren.

### Weltmeisterschaft
El Salvador konnte sich bisher zweimal für eine WM-Endrunde qualifizieren, dort aber in sechs Spielen noch keinen Punkt gewinnen. In der ewigen Tabelle der Endrundenteilnehmer belegt die Mannschaft den 77. und letzten Platz.
| Jahr | Gastgeberland  | Teilnahme bis …    | Letzte(r) Gegner             | Ergebnis | Trainer            | Bemerkungen und Besonderheiten |
| ---- | -------------- | ------------------ | ---------------------------- | -------- | ------------------ | --- |
| 1930 | Uruguay        | nicht teilgenommen |                              |          |                    | kein FIFA-Mitglied |
| 1934 | Italien        | nicht teilgenommen |                              |          |                    | kein FIFA-Mitglied |
| 1938 | Frankreich     | zurückgezogen      |                              |          |                    | |
| 1950 | Brasilien      | nicht teilgenommen |                              |          |                    | |
| 1954 | Schweiz        | nicht teilgenommen |                              |          |                    | |
| 1958 | Schweden       | nicht teilgenommen |                              |          |                    | |
| 1962 | Chile          | nicht teilgenommen |                              |          |                    | |
| 1966 | England        | nicht teilgenommen |                              |          |                    | |
| 1970 | Mexiko         | Vorrunde           | Belgien, Mexiko, UdSSR       | 16.      | Hernán Carrasco    | Nach der Qualifikation kam es zum Fußballkrieg zwischen El Salvador und Honduras. Nach drei Niederlagen ohne Torerfolg als Gruppenletzter ausgeschieden. Das Spiel gegen Gastgeber Mexiko ist das einzige WM-Spiel zwischen zwei mittelamerikanischen Mannschaften. |
| 1974 | Deutschland    | nicht qualifiziert |                              |          |                    | In der Qualifikation in der 1. Runde an Guatemala gescheitert, das sich ebenfalls nicht qualifizieren konnte. |
| 1978 | Argentinien    | nicht qualifiziert |                              |          |                    | In der Qualifikation in der 2. Runde an Mexiko gescheitert. |
| 1982 | Spanien        | Vorrunde           | Ungarn, Belgien, Argentinien | 24.      | Mauricio Rodríguez | Nach drei Niederlagen erneut als Gruppenletzter ausgeschieden. Das 1:10 gegen Ungarn ist bis heute die höchste WM-Niederlage. |
| 1986 | Mexiko         | nicht qualifiziert |                              |          |                    | In der Qualifikation in der 2. Runde an Honduras gescheitert, das sich ebenfalls nicht qualifizieren konnte. |
| 1990 | Italien        | nicht qualifiziert |                              |          |                    | In der Qualifikation in der Endrunde als Gruppenletzter an Costa Rica und den USA gescheitert. |
| 1994 | USA            | nicht qualifiziert |                              |          |                    | In der Qualifikation in der Endrunde an Mexiko und Kanada gescheitert, das sich ebenfalls nicht qualifizieren konnte. |
| 1998 | Frankreich     | nicht qualifiziert |                              |          |                    | In der Qualifikation in der Finalrunde an Mexiko, den USA und Jamaika gescheitert. |
| 2002 | Südkorea/Japan | nicht qualifiziert |                              |          |                    | In der Qualifikation in der Zwischenrunde an Honduras und Jamaika gescheitert, die sich ebenfalls nicht qualifizieren konnten. |
| 2006 | Deutschland    | nicht qualifiziert |                              |          |                    | In der Qualifikation in der 3. Runde an den USA und Panama gescheitert, das sich ebenfalls nicht qualifizieren konnte. |
| 2010 | Südafrika      | nicht qualifiziert |                              |          |                    | In der Qualifikation in der 4. Runde an den USA, Mexiko und Honduras gescheitert. In der 1. Runde gelang gegen Anguilla mit 12:0 der höchste Sieg der Länderspielgeschichte El Salvadors. |
| 2014 | Brasilien      | nicht qualifiziert |                              |          |                    | In der Qualifikation scheiterte El Salvador in der 3. Runde an Mexiko und Costa Rica. |
| 2018 | Russland       | nicht qualifiziert |                              |          |                    | In der Qualifikation in der vierten Runde gescheitert. |
| 2022 | Katar          | nicht qualifiziert |                              |          |                    | In der Qualifikation traf die Mannschaft in der ersten Runde auf die Amerikanischen Jungferninseln, Antigua und Barbuda, Grenada und Montserrat. Die Mannschaft wurde mit drei Siegen und einem Remis Gruppensieger und qualifizierte sich somit für die zweite Runde. Mit zwei Siegen gegen St. Kitts und Nevis qualifizierte sich die Mannschaft dann für die dritte Runde. Dort schied sie aber als Gruppensiebter der Achtergruppe aus. |

### CONCACAF Meisterschaft

#### CONCACAF-Nations-Cup
Ab 1973 diente das Turnier auch als WM-Qualifikation.
- 1963 – 2. Platz
- 1965 – 4. Platz
- 1967 – nicht teilgenommen
- 1969 – El Salvador wurde aufgrund des Fußballkriegs mit Honduras disqualifiziert
- 1971 – El Salvador, das in der 2. Qualifikationsrunde gegen Honduras antreten musste, zog wegen des Fußballkriegs zurück.
- 1973 – nicht qualifiziert
- 1977 – 3. Platz
- 1981 – 2. Platz
- 1985 – nicht qualifiziert
- 1989 – 5. Platz

#### CONCACAF Gold Cup
| 1991 | nicht qualifiziert |
| 1993 | nicht qualifiziert |
| 1996 | Vorrunde           |
| 1998 | Vorrunde           |
| 2000 | nicht qualifiziert |
| 2002 | Viertelfinale      |
| 2003 | Viertelfinale      |
| 2005 | nicht qualifiziert |
| 2007 | Vorrunde           |
| 2009 | Vorrunde           |
| 2011 | Viertelfinale      |
| 2013 | Viertelfinale      |
| 2015 | Vorrunde           |
| 2017 | Vorrunde           |
| 2019 | Vorrunde           |
| 2021 | Viertelfinale      |
| 2023 | Vorrunde           |
| 2025 | Vorrunde           |

### Mittelamerikameisterschaft

#### UNCAF Nations Cup
- 1991 – 4. Platz
- 1993 – 4. Platz
- 1995 – 3. Platz
- 1997 – 3. Platz
- 1999 – 4. Platz
- 2001 – 3. Platz
- 2003 – 3. Platz
- 2005 – Vorrunde
- 2007 – 4. Platz
- 2009 – 4. Platz

#### Copa Centroamericana
- 2011 – 4. Platz
- 2013 – 3. Platz
- 2014 – 4. Platz
- 2017 – 3. Platz

## Rekordspieler
Stand: 2. Februar 2024
| Rekordspieler | Rekordspieler     | Rekordspieler     | Rekordspieler | Rekordspieler |
| Spiele        | Spieler           | Position          | Zeitraum      | Tore          |
| ------------- | ----------------- | ----------------- | ------------- | ------------- |
| 88            | Darwin Cerén      | Mittelfeld        | 2012–aktiv    | 05            |
| 86 (85)       | Alfredo Pacheco † | Abwehr            | 2002–2013     | 07            |
| 83            | Dennis Alas       | Mittelfeld        | 2001–2012     | 03            |
| 82            | Leonel Cárcamo    | Abwehr            | 1988–2000     | 0             |
| 81            | Marvin González   | Abwehr            | 2002–2011     | 01            |
| 78            | Rudis Corrales    | Angriff           | 2001–2011     | 17            |
| 78            | Ramón Sánchez     | Mittelfeld        | 2003–2012     | 02            |
| 77            | Osael Romero      | Mittelfeld        | 2007–2013     | 16            |
| 76            | Alexander Larín   | Abwehr            | 2012–aktiv    | 06            |
| 76            | Guillermo Rivera  | Mittelfeld        | 1988–2000     | 15            |
| 76            | Jorge Rodríguez   | Abwehr/Mittelfeld | 1995–2004     | 09            |
| 75            | Jaime Alas        | Mittelfeld        | 2010–aktiv    | 06            |

1. 1 2  rsssf.org: El Salvador - Record International Players
2. ↑  Inkl. evtl. Spiele und Tore gegen Französisch-Guyana, Guadeloupe, Martinique, Saint Martin und Sint Maarten, die zwar Mitglied der CONCACAF, aber nicht Mitglied der FIFA sind und daher von der FIFA nicht berücksichtigt werden. (Von der FIFA anerkannte Spiele und Tore in Klammern sofern bekannt, wenn abweichend.)
3. ↑  Schütze des einzigen WM-Tores (beim 1:10 gegen Ungarn)

## Trainerhistorie
- Mauricio Rodríguez (1979–1982)
- Miroslav Vukašinović (1988–1989)
- Kiril Dojčinovski (1989–1990)
- Óscar Benítez (1990–1992)
- Aníbal Ruiz (1992)
- Jorge Vieira (1992–1993)
- José Pastoriza (1995–1996)
- Armando Contreras Palma (1996–1997)
- Milovan Đorić (1997)
- Kiril Dojčinovski (1997–1998)
- Marinho Peres (1998–1999)
- Óscar Benítez (2000)
- Carlos Recinos (2000–2002)
- Juan Ramón Paredes (2002–2004)
- Armando Contreras Palma (2004)
- Miguel Aguilar (2005–2006)
- Carlos de los Cobos (2006–2009)
- José Luis Rugamas (2010–2011)
- Rubén Israel (2011–2012)
- Juan de Dios Castillo (2012)
- Agustín Castillo (2012–2013)
- Albert Roca (2014–2015)
- Jorge Humberto Rodríguez (2015)
- Ramón Maradiaga (2015–2016)
- Eduardo Lara (2016–2017)
- Jorge Humberto Rodríguez (2017–2018)
- Carlos de los Cobos (2018–2021)
- Hugo Pérez (2021–2023)
- Rubén de la Barrera (2023)
- David Dóniga (seit 2024)